# مصفوفة شوارزشيلد
في نظرية النسبية العامة لاينشتاين، مصفوفة شوارزشيلد (المعروف أيضا باسم فراغ شوارزشيلد أو حل شوارزشيلد) هي الحل لمعادلات المجال لآينشتاين التي تصف حقل الجاذبية خارج أي كتلة كروية، على افتراض أن الشحنة الكهربائية من الكتلة، الزخم الزاوي للكتلة، والثابت الكوني الشامل كلها الصفر. الحل هو تقريب مفيد لوصف ببطء الدورية الأجسام الفلكية مثل العديد من النجوم والكواكب، بما في ذلك الأرض والشمس. يدعى الحل بعد شوارتز شيلد، الذي نشر لأول مرة على الحل في عام 1916. 
وفقا لنظرية بيركتشوف، فإن مصفوفة شوارزشيلد هي الأكثر عمومية للأجسام المتماثلة كرويا، حل الفراغ في حقل آينشتاين. ثقب أسود شوارزشيلد أو ثقب أسود ثابت هو الثقب الأسود الذي لا يوجد لديه تهمة أو الزخم الزاوي. ووصف الثقب الأسود شوارزشيلد من قبل شوارزشيلد متري، والتي لا يمكن تمييزها عن أي ثقب أسود آخر شوارزشيلد إلا كتلته.
يتميز الثقب الأسود شوارزشيلد بالسطح كروي المحيطة بها، وسميت بالحدث الأفقي، الذي يقع في دائرة نصف قطرها شوارزشيلد، وغالبا ما تسمى نصف قطر الثقب الأسود. أي كتلة غير الدورية وغير المشحونة التي هي أصغر من نصف قطر شوارزشيلد أشكاله ثقب أسود. حل معادلات حقل آينشتاين صالحا لأي M الكتلة، وذلك من حيث المبدأ (وفقا لنظرية النسبية العامة) ثقب أسود شوارزشيلد من أي كتلة يمكن أن توجد لو أصبحت ظروف مواتية بما فيه الكفاية للسماح لتشكيلها.